# متروی روتردام
متروی روتردام (هلندی: Rotterdamse metro) سیستم قطار شهری زیرزمینی در شهر روتردام، هلند است.
این مترو که در سال ۱۹۶۸ تأسیس شده، دارای ۵ خط، ۶۲ ایستگاه و ۷۸.۳ کیلومتر طول می‌باشد.

## نگارخانه

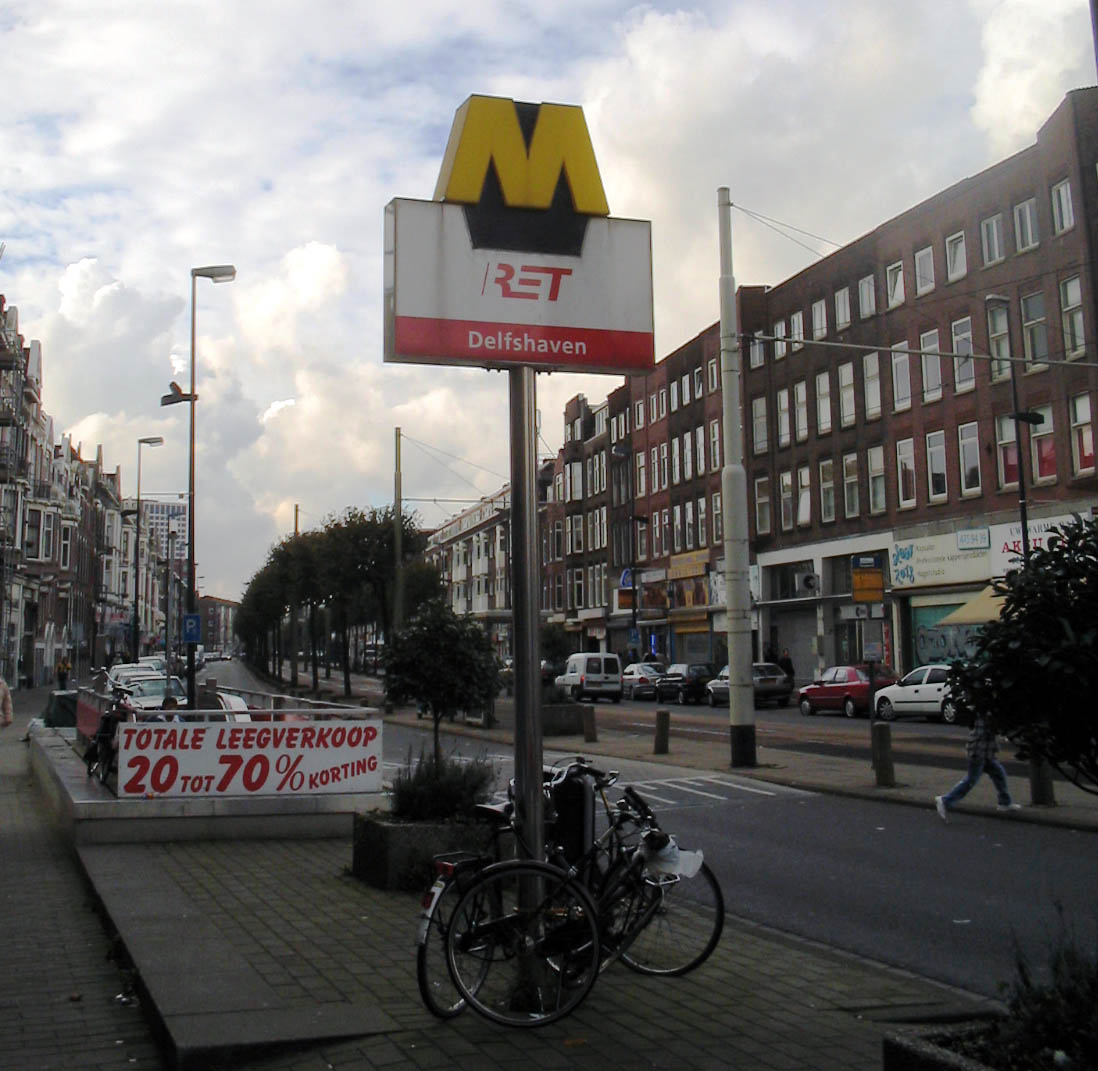
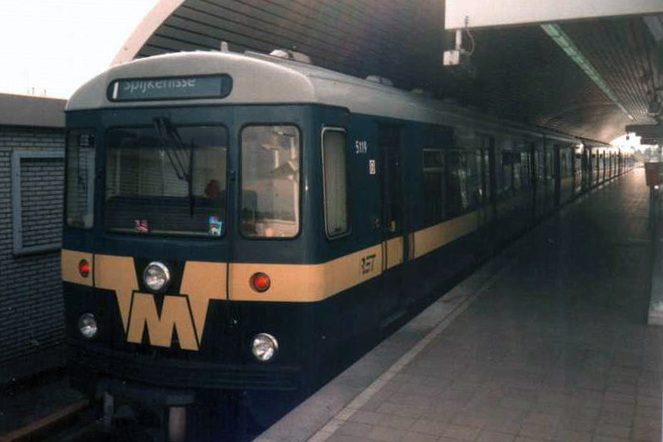
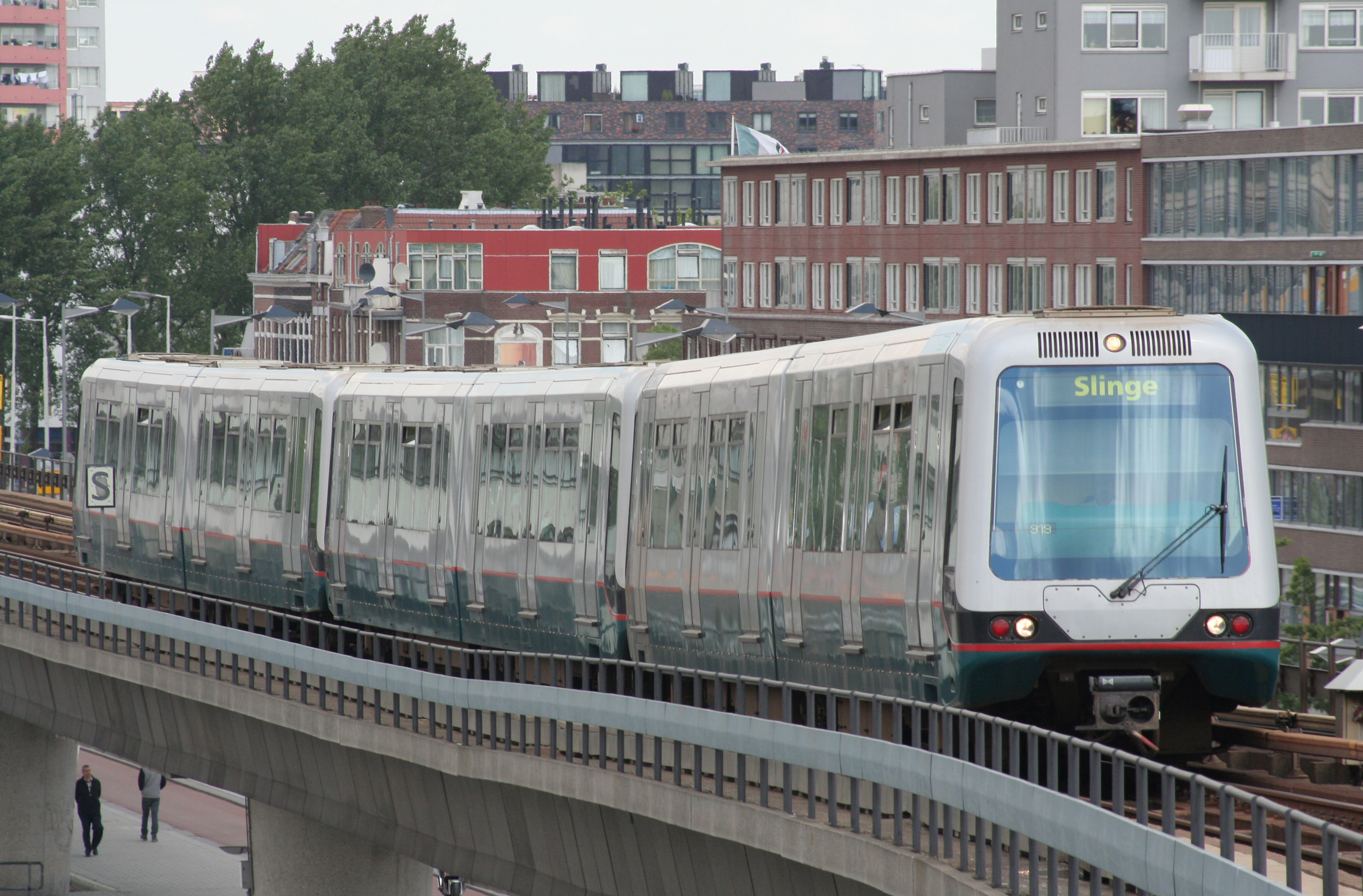
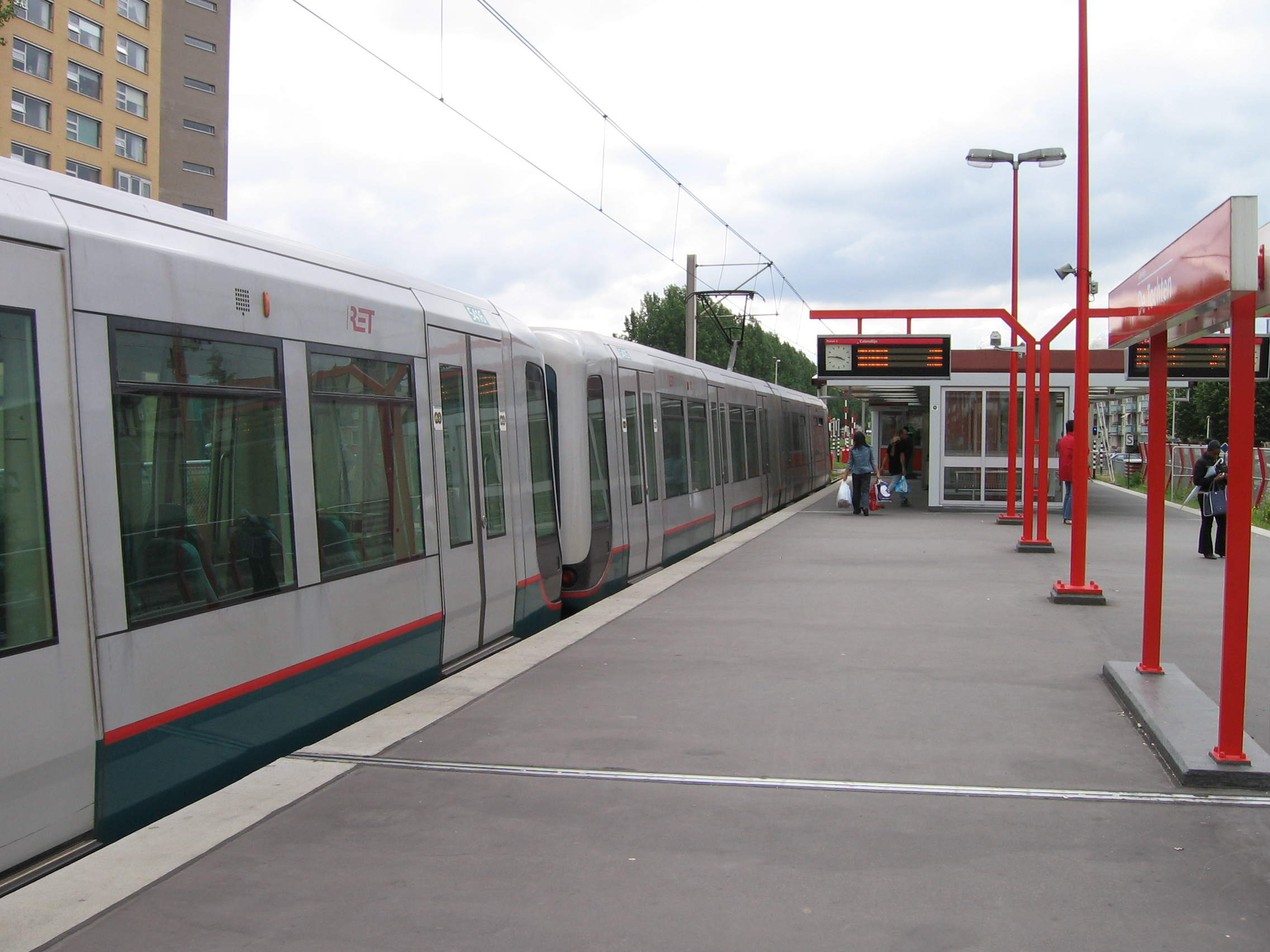
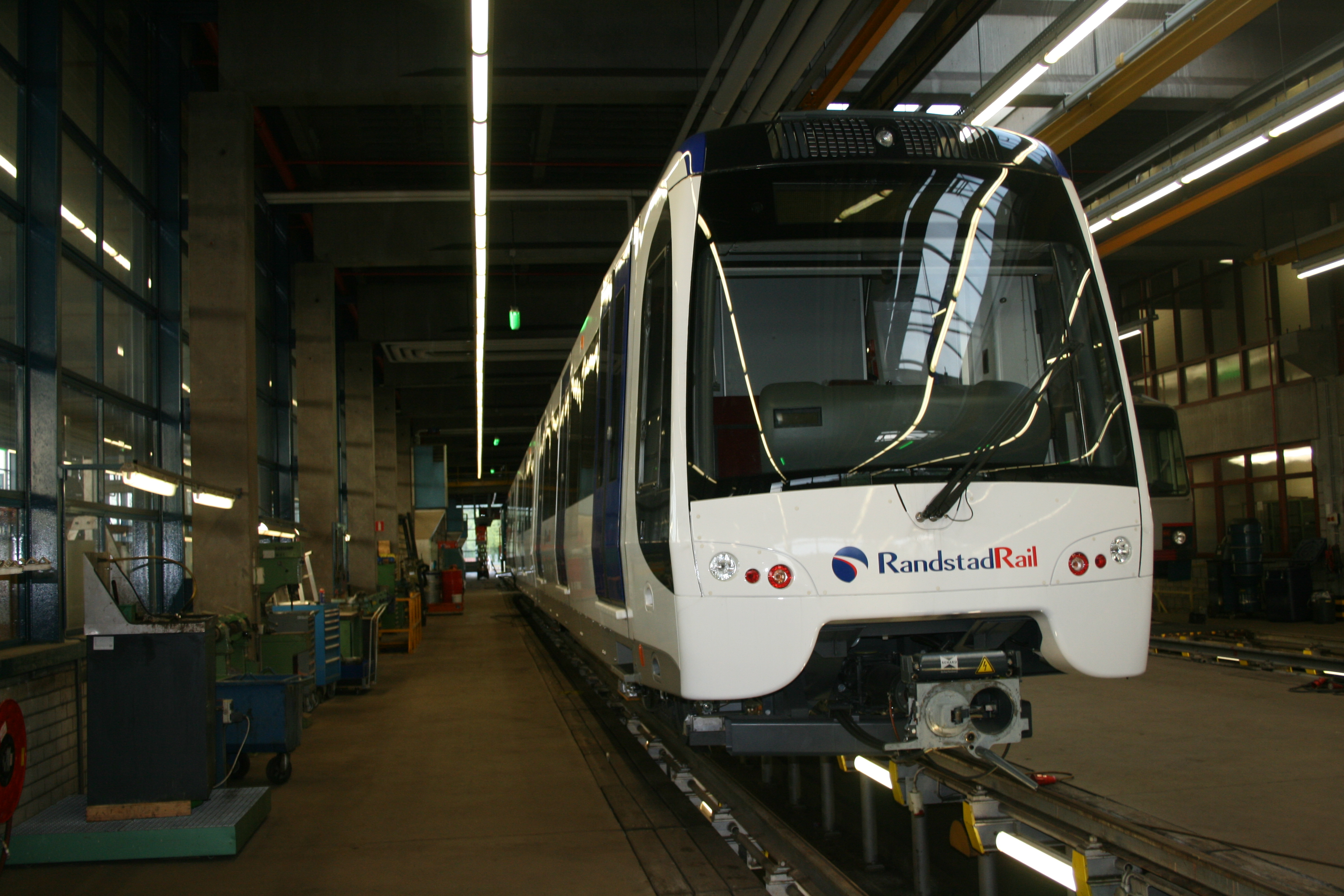